# Lac Molson
Pour les articles homonymes, voir Molson (homonymie).
Le lac Molson est un lac situé dans la région du Nord du Manitoba au Canada. Il est la source de la rivière Hayes, la plus longue rivière de la province, qui est désignée rivière du patrimoine canadien par le réseau des rivières du patrimoine canadien. Le lac est situé à environ 60 km au nord-est de la communauté de Norway House. Il a une longueur de 45 km, une largeur de 22 km et une superficie de 400 km2. L'aéroport de Molson Lake (en) est situé sur la rive nord du lac à son extrémité ouest.

## Affluents
En sens anti-horaire à partir de la rivière Hayes :
- la crique Panepuyew
- la crique Paimusk
- la rivière Keepeewiskawakun
- la rivière Molson